# Spazio totalmente limitato
In matematica, uno spazio metrico si definisce totalmente limitato se, fissato un raggio arbitrario, è possibile ricoprirlo con un numero finito di palle di quel raggio. 

## Definizione
Uno spazio metrico {\displaystyle S} si dice totalmente limitato se per ogni raggio {\displaystyle \varepsilon >0} esiste una collezione finita di palle {\displaystyle B_{\varepsilon }^{1},\,B_{\varepsilon }^{2},\,\ldots ,\,B_{\varepsilon }^{n}} tali che:
{\displaystyle S\subseteq \bigcup _{i=1}^{n}B_{\varepsilon }^{i}}

## Spazi limitati e totalmente limitati
La nozione di spazio totalmente limitato è molto simile a quella di spazio limitato, ma è in realtà più forte: è infatti facile dimostrare che ogni spazio totalmente limitato è limitato. D'altro canto, esistono esempi di insiemi limitati che non sono totalmente limitati; ad esempio, considerando il piano {\displaystyle \mathbb {R} ^{2}} con la metrica discreta:
{\displaystyle {\begin{matrix}d:\mathbb {R} ^{2}\times \mathbb {R} ^{2}&\rightarrow &\mathbb {R} ^{+}\\(P_{1},P_{2})&\mapsto &\left\{{\begin{matrix}0&(P_{1}=P_{2})\\1&(P_{1}\neq P_{2})\end{matrix}}\right.\end{matrix}}}
si ha che per qualunque raggio {\displaystyle \varepsilon <1}, occorrono infinite palle per ricoprire il piano, in quanto ogni punto dista 1 da tutti gli altri punti. Esistono tuttavia molti casi in cui le due nozioni coincidono, ad esempio uno spazio euclideo è totalmente limitato se e solo se è limitato.

## Relazioni con gli spazi compatti
Uno spazio metrico è compatto se e solo se è completo e totalmente limitato. Questa proprietà è una estensione del teorema di Heine-Borel, che caratterizza gli spazi euclidei compatti. È inoltre possibile dimostrare che uno spazio è totalmente limitato se e solo se lo è il suo completamento; sugli spazi euclidei questo equivale a dire che uno spazio è limitato se e solo se lo è la sua chiusura. Dalle due precedenti proprietà segue che uno spazio è totalmente limitato se e solo se il suo completamento è compatto: quest'ultima caratterizzazione può venire considerata come definizione di spazio totalmente limitato. 

## Estensioni a spazi topologici
La definizione sopra data può essere estesa anche a spazi non dotati di una distanza, ma di una più generica struttura di spazio topologico.
Un sottoinsieme {\displaystyle S\subseteq X} di uno spazio vettoriale topologico o un gruppo abeliano topologico è detto totalmente limitato se, per ogni intorno {\displaystyle E\ } dell'elemento neutro {\displaystyle 0\in X}, esiste un ricoprimento finito formato da traslazioni di sottoinsiemi di {\displaystyle E\ }. Definire l'intorno {\displaystyle E\ }equivale a fissare la "dimensione" degli insiemi che formano il ricoprimento, "dimensione" che non è alterata traslando l'insieme stesso. In simboli si può scrivere:
{\displaystyle \forall E\subseteq S:\,0\in E,\,\exists x_{1},\,x_{2},\,\ldots ,\,x_{n}\in X:\,S\subseteq \bigcup _{i=1}^{n}\left(E+x_{i}\right)}
Se {\displaystyle X\ } non è abeliano, è possibile definire due nozioni separate di spazio totalmente limitato a sinistra o a destra, sostituendo nella definizione sopra {\displaystyle E+x_{i}} rispettivamente con le traslazioni sinistre e destre {\displaystyle x_{i}E} e {\displaystyle Ex_{i}}.
Infine è possibile estendere la definizione per qualunque struttura che possieda la definizione di compattezza e completezza, usando la caratterizzazione definita nel paragrafo precedente e definendo pertanto gli spazi totalmente limitati come spazi il cui completamento è compatto. Se vale l'assioma della scelta, questa definizione è anche equivalente a quella di spazio precompatto.